# Жејски језици
Жејски или же језици су породица језика распрострањена у средњем, источном и јужном Бразилу, као и деловима северне Аргентине. Жејски народи су једна од најзначајнијих староседелачких породица народа Јужне Америке. Према проценама са почетка 21. века овим језицима је говорило око 35.000 до 38.000 људи. Најраспрострањенији су каинганшки језик са 18.000 говорника, према процени из 1989. и шавантски језик, којим је почетком 21. века говорило око 10.000 људи.

## Класификација
Жејски језици се деле на 3 гране:
- северна (северо-западна) грана:
  - апинајски или апинаје
  - кајапски или кајапо (укљ. дијалеке горотире, чикри и др.)
  - сујски или суја
  - панарски или панара (крен-акароре),
  - тимбирски или тимбира (укљ. дијалекте канела, крао, креје, кринкати-тимбира, паракатеже (парански гавијану), значајно се разликују један од другог и многи лингвисти их сматрају одвојеним језицима).
- средња грана:
  - шавантски или шаванте
  - шерентски или шеренте
  - акројски или акроа (†)
  - шакријабски или шакријаба (†)
- јужна (каинганшка) грана:
  - каинганшки или каинганг
  - шокленшки или шокленг
  - ингаински или ингаин (†)
  - вајански или вајана, гвајана (†)

У неким класификацијама под жејским језицима се подразумевају језици који припадају северној и средњој грани (сржножејски језици), јер су међу собом ближе сродни; за целу породицу се тада користи назив жејско-каинганшки језици.
Жејски језици припадају хипотетичкој макрожејској макропородици језика, чије постојање није у потпуности доказано.

## Социолингвистичка ситуација
Сви жејски језици су под утицајем португалског језика и у мањој или већој мери су у опасности од изумирања. За већину језика су у последњим деценијама створена писма заснована на латиници, али њихова стварна употреба остала је веома ограничена. Настава у основној школи на већини жејских језика је ограничена.
Проучавање жејских језика почело је крајем 19. века. Сви су они остали слабо проучени, a најбоље проучен језик међу њима je каинганшки.

### Речници
- Callai D. A., Allebrandt, L. I. (eds). Vocabulário Kaingang-Português. Ijuí, 2001.